# جاك ليفين (عالم اجتماع)
جاك ليفين (بالإنجليزية: Jack Levin)‏ هو عالم اجتماع أمريكي، ولد في 28 يونيو 1941.

## وصلات خارجية
- جاك ليفين على موقع IMDb (الإنجليزية)